# Josef Escher

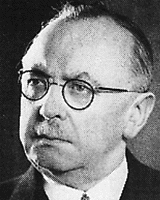

Josef Escher (Simplon, 17 september 1885 - Bern, 9 december 1954) was een Zwitsers politicus.
Escher studeerde rechten in Bern en Berlijn. Na zijn studie werkte hij voor een advocaten- en notariskantoor in Brig. Nadien begaf hij zich in de gemeentepolitiek. Sinds 1912 was hij vicevoorzitter van de gemeenteraad van Brig, in 917 werd hij lid van de Grote Raad van Wallis, het kantonsparlement (tot 1932). Van 1932 tot 1937 was hij lid van de Staatsraad van Wallis. Hij beheerde de departementen van Militaire Zaken (1932-1933) en Financiën (1933-1937).
Van 1925 tot 1931 en van 1936 tot 1950 was Josef Escher voor de Conservatieve Volkspartij (voorloper van de Christendemocratische Volkspartij) lid van de Nationale Raad. Van 14 september 1950 tot zijn dood op 9 december 1954 was Escher als opvolger van Enrico Celio lid van de Bondsraad. Hij beheerde het departement van Posterijen en Spoorwegen. In 1954 was hij vicepresident van Zwitserland.
Josef Escher verkreeg in 1949 een eredoctoraat aan de Universiteit van Fribourg.
Escher vertegenwoordigde het conservatieve element binnen zijn partij.